# Waldstetten (Günz)
Waldstetten (Günzburg) este o comună-târg din districtul Günzburg, regiunea administrativă Schwaben, landul Bavaria, Germania.